# François-Marie de Broglie (1671-1745)
François-Marie de Broglie, I duca di Broglie (Parigi, 11 gennaio 1671 – Broglie, 22 maggio 1745), è stato un nobile e militare francese.

## Biografia

### I primi anni
François-Marie de Broglie nacque a Parigi l'11 gennaio 1671 ed era il figlio terzogenito del conte Victor Maurice de Broglie, un aristocratico d'origine piemontese, e di sua moglie, la marchesa Marie de Lamoignon. Venne battezzato col nome di suo nonno paterno, François-Marie appunto. Entrò nell'esercito francese in giovane età e a 23 anni venne nominato tenente colonnello di cavalleria.

### La carriera militare
Allo scoppio della guerra di successione spagnola prese parte alla battaglia di Malplaquet e combatté al fianco di Claude Louis Hector de Villars a Denain. Durante il periodo di pace che seguì a questi scontri, egli si impegnò largamente per il miglioramento dell'esercito francese e, nel 1719, venne nominato direttore generale della cavalleria dei dragoni. Proposto anche per missioni diplomatiche, nel 1724 venne nominato ambasciatore in Inghilterra.
Allo scoppio della guerra di successione polacca, venne richiamato ancora sul campo nel 1733 combattendo in Italia. Nella campagna del 1734 egli si distinse come uno dei principali comandanti della parte francese, ottenendo nette vittorie nelle battaglie di Parma e Guastalla. Lo stesso anno fu nominato maresciallo di Francia. Un famoso episodio a lui legato fu la sua fuga personale dal suo quartiere della Secchia (Battaglia di Quistello) quando questo venne assaltato dal nemico nella notte del 14 settembre 1734.
Nel 1735 egli si distinse nuovamente in posizioni di direzione, ma venne presto rimpiazzato dal maresciallo Adrien-Maurice, III duca de Noailles. Egli venne nominato governatore generale dell'Alsazia quando Federico il Grande si recò in visita segretamente a Strasburgo nel 1740.
Nel 1742, durante la guerra di successione austriaca, Broglie venne nominato comandante dell'esercito francese in Germania, ma l'unico successo che riuscì ad ottenere fu nell'azione di Sahay (25 maggio 1742), per il quale ottenne il titolo di duca de Broglie e venne nominato nella parìa di Francia. Tornò in Francia nel 1743 ove morì due anni più tardi.

## Matrimonio e figli
François-Marie de Broglie, l'11 marzo 1692, sposò Thérèse Gillette Locquet de Grandville dalla quale ebbe i seguenti eredi:
- Victor François (1718-1804), sposò Marie Anne du Bois de Villiers Louise Crozat de Thiers
- Charles François (1719-1781), marchese di Ruffec, sposò Louise Augustine de Montmorency
- François Amédée (1720-1757), conte di Revel, sposò Therese Savalette
- Un bambino o una bambina (n./m. 1724)
- Marie Charlotte Thérèse (n./m. 1726)
- Marie-Thérèse (1732-1819), sposò Louis Charles de Lameth
- Charles (1733-1777), vescovo di Noyon

## Araldica
| Stemma | Descrizione                       | Blasonatura |
| \| \|  | François-Marie de Broglie duca di | D'oro al salterio ancorato d'azzurro. Ornamenti esteriori da duca e pari di Francia, maresciallo di Francia, cavaliere dell'Ordine dello Spirito Santo. |
|        |                                   | |